# Belegschaft
Unter einer Belegschaft wird in den Wirtschaftswissenschaften die Gesamtheit der in einem Unternehmen oder Betrieb beschäftigten Arbeitnehmer verstanden. Ihre Interessen gegenüber dem Arbeitgeber werden im Rahmen der betrieblichen Mitbestimmung durch den Betriebsrat vertreten. Um gemeinsam wirtschaftliche und soziale Interessen zu verfolgen, wie beispielsweise den Abschluss von Tarifverträgen, kann sich eine Belegschaft einer Gewerkschaft anschließen. Innerhalb der Belegschaft wird häufig eine Vertrauensperson, der so genannte Betriebsobmann, benannt.
In einigen Betrieben oder Unternehmen regt die Geschäftsführung die Publikation einer Mitarbeiterzeitung durch die Belegschaft an oder richtet für sie eine Unternehmensbibliothek ein. Möglichkeiten der „Verbesserung des Betriebsklimas“, die von der Betriebsleitung für die Belegschaft organisiert werden, sind Betriebsausflüge, Betriebsfeiern oder Betriebssport. In einigen Fällen werden zur Information und Fortbildung der Belegschaft Methoden wie Business TV eingesetzt.